# Relações entre Argélia e Líbia
As relações entre Argélia e Líbia são as relações diplomáticas estabelecidas entre a Argélia e a Líbia - dois Estados vizinhos do Magrebe - que embora sejam duradouras, são consideravelmente conflitantes devido às tensões entre o Conselho Nacional de Transição da Líbia e a autocracia de partido único do presidente Abdelaziz Bouteflika da Argélia. As relações bilaterais foram geralmente amigáveis durante o governo de 41 anos de Muammar Gaddafi da Líbia. 
O forte apoio da Líbia à Frente Polisario no Saara Ocidental até 1984 e as posições linha dura similares sobre o colonialismo e a Israel, facilitaram as relações argelinas com a Líbia nos anos 1970. As inclinações líbias para uma união política em grande escala, entretanto, obstruíram uma colaboração política formal, porque a Argélia se afastou consistentemente de tal cooperação com seu vizinho imprevisível. O Tratado de Oujda entre a Líbia e o Marrocos, que representou uma resposta ao Tratado de Fraternidade e Concórdia da Argélia com a Tunísia, agravou temporariamente as relações argelino-líbias estabelecendo uma divisão política na região - Líbia e Marrocos de um lado; Argélia, Tunísia e Mauritânia de outro lado.
Em 1988, a Líbia foi convidada a participar da comissão Inter-Magrebe que foi responsável pelo desenvolvimento da União Norte-Africana. A criação da União do Magrebe Árabe em fevereiro de 1989 marcou a primeira colaboração política ou econômica formal entre os dois vizinhos.